# In Search of Stoney Jackson
In Search of Stoney Jackson è il secondo album del gruppo hip hop statunitense Strong Arm Steady, pubblicato nel 2010.
Partecipano Talib Kweli, Phonte, Fashawn, Evidence, Oh No e Guilty Simpson. Prodotto interamente da Madlib, l'album entra in un paio di classifiche in patria e ottiene recensioni positive da parte della critica. Il disco è considerato collaborativo tra Madlib e il gruppo, che ha potuto scegliere le basi da 200 composizioni potenziali. Sul sito Metacritic ottiene un punteggio di 75/100.
| Recensione    | Giudizio |
| ------------- | -------- |
| AllMusic      | [ 1 ]    |
| The A.V. Club | A–       |
| Q             | [ 5 ]    |
| Pitchfork     | [ 6 ]    |
| PopMatters    | [ 7 ]    |
| Spin          | [ 8 ]    |
| RapReviews    | [ 3 ]    |

## Tracce
1. Best of Times (featuring Phonte) – 3:57 (testo: Phonte Coleman, Jones, Otis Jackson, J. Smith)
2. Cheeba Cheeba – 2:45 (testo: Jones, O. Jackson, J. Smith)
3. Chittlins & Pepsi (featuring Planet Asia) – 4:20 (testo: J. Green, Jones, O. Jackson, J. Smith)
4. Telegram – 0:59 (testo: Jones, O. Jackson, J. Smith)
5. Questions (featuring Planet Asia and Fashawn) – 4:04 (testo: J. Green, Jones, O. Jackson, S. Leyva, J. Smith)
6. Smile – 1:41 (testo: Jones, O. Jackson, J. Smith)
7. New Love (featuring Chace Infinite and Tri-State) – 4:46 (testo: D. Ceriti, A. Johnson, Jones, O. Jackson, J. Smith)
8. Get Started (featuring Talib Kweli) – 3:03 (testo: *T. Greene, Jones, O. Jackson, J. Smith)
9. Interlude One – 1:09 (testo: Jones, O. Jackson, J. Smith)
10. Pressure (featuring Sick Jacken & Mitchy Slick) – 3:46 (testo: J. Gonzalez, Jones, O. Jackson, C. Mitchell, J. Smith)
11. True Champs (featuring Montage One, Evidence, Oh No & Roc C) – 4:30 (testo: Jones, M. Jackson, O. Jackson, M. Perretta, D. Smith, J. Smith, T. Taylor)
12. Needle In the Haystack (featuring Roscoe and Guilty Simpson) – 2:01 (testo: Jones, O. Jackson, B. Simpson, J. Smith, D. Williams)
13. Interlude Two – 0:26 (testo: Jones, O. Jackson, J. Smith)
14. Ambassadors (featuring Planet Asia & Chace Infinite) – 3:29 (testo: J. Green, A. Johnson, Jones, O. Jackson, J. Smith)
15. Chants – 1:08 (testo: Jones, O. Jackson, J. Smith)
16. Bark Like a Dog (featuring Phats Bossalini and Montage One) – 3:57 (testo: L. Bankoudagba, Jones, O. Jackson, J. Smith, T. Taylor)
17. Two Pistols (featuring Mitchy Slick) – 3:28 (testo: Jones, O. Jackson, C. Mitchell, J. Smith)
18. Outro – 1:20 (testo: Jones, O. Jackson, J. Smith)

Traccia bonus nell'edizione in vinile
1. Soul 4 Real – 3:37 (testo: Jones, O. Jackson, J. Smith)
2. Life (featuring Skinhead Rob) – 4:59 (testo: R. Aston, Jones, O. Jackson, J. Smith)

## Classifiche
| Classifica (2010)         | Posizione massima |
| ------------------------- | ----------------- |
| US Heatseekers Albums     | 29                |
| US Top R&B/Hip-Hop Albums | 88                |